# Hans Zorn (General)

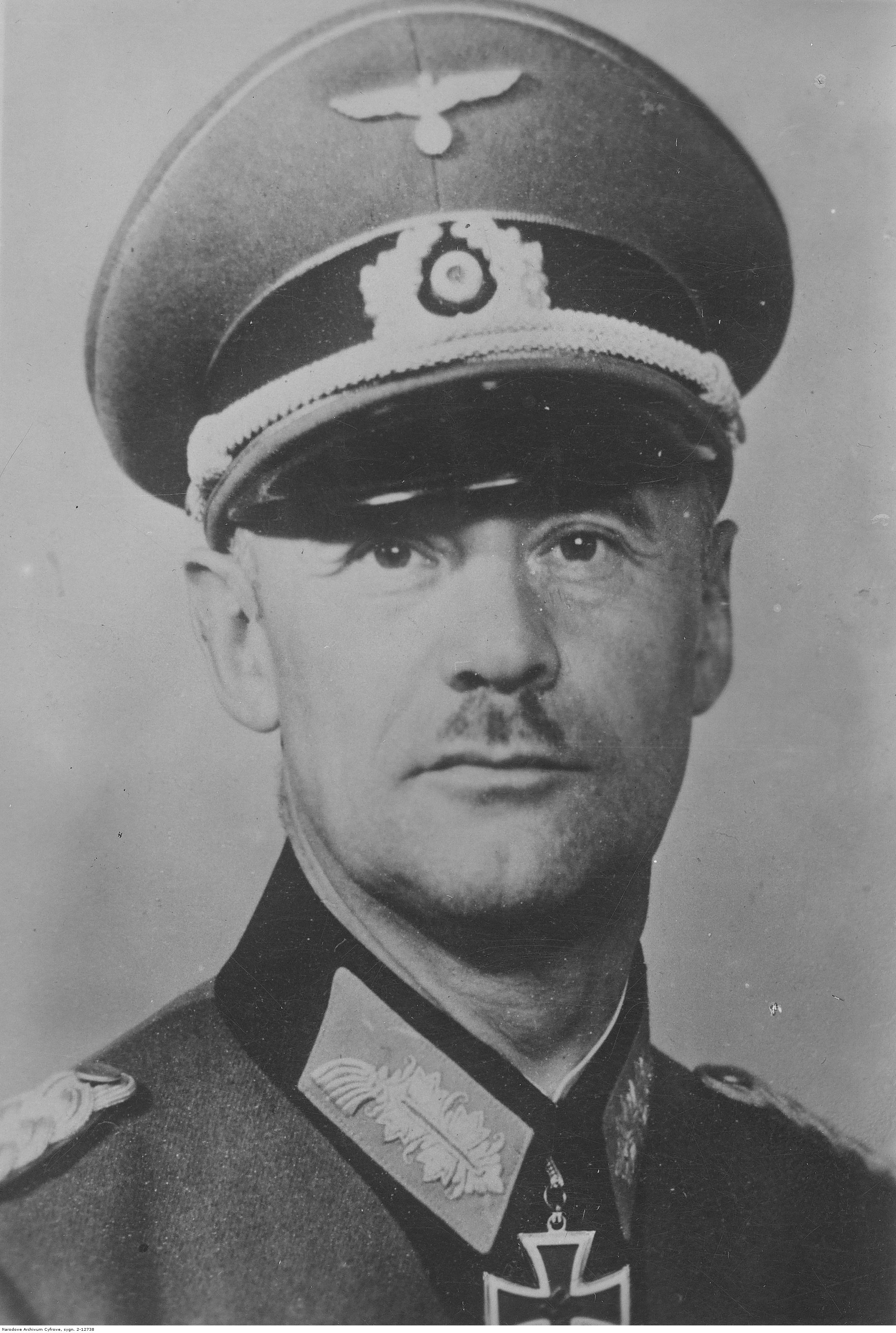
Hans Zorn (1943)

Hans Zorn (* 27. Oktober 1891 in München; † 2. August 1943 bei Orjol, Sowjetunion) war ein deutscher General der Infanterie im Zweiten Weltkrieg.

## Leben
Zorn besuchte von 1905 bis Juli 1911 das bayerische Kadettenkorps und wurde anschließend als Fähnrich dem 2. Infanterie Regiment „Kronprinz“ der Bayerischen Armee überwiesen. Mit dem Regiment nahm er als Leutnant am Ersten Weltkrieg teil. Im Kriegsverlauf wurde Zorn 1917 Oberleutnant und auch als Brigadeadjutant eingesetzt.
Nach Kriegsende war er im Bayerischen Kriegsministerium tätig, wurde dann in die Vorläufige Reichswehr übernommen und im Reichswehr-Schützen-Regiment 41 eingesetzt. Von 1921 bis 1924 absolvierte Zorn die Führergehilfenausbildung und wurde in dieser Zeit am 1. Dezember 1922 zum Hauptmann befördert. Anschließend versah er seinen Dienst im Stab des 19. (Bayerisches) Infanterie-Regiments in München. 1925 wurde Zorn für ein Jahr in die Heeres-Transportabteilung (T 7) des Truppenamtes im Reichswehrministerium versetzt und war anschließend Chef der 8. (MG) Kompanie im 20. (Bayerisches) Infanterie-Regiment. Zorn kehrte 1927 in den Stabsdienst zurück und war bis 1929 im Stab der 7. (Bayerische) Division tätig. Dann übernahm er die 4. (MG) Kompanie des 19. (Bayerisches) Infanterie-Regiments. Mit seiner Beförderung zum Major am 1. Februar 1931 folgte seine Versetzung in die Heeresabteilung (T 1) des Truppenamtes nach Berlin.
Nachdem Zorn am 1. August 1936 zum Oberst befördert worden war, hatte er als solcher vom 1. Mai 1938 bis 26. August 1939 das Kommando über das Infanterieregiment 19.
Mit Beginn des Zweiten Weltkriegs wurde er zum Chef des Generalstabs des XXII. Armeekorps ernannt und in dieser Dienststellung am 1. Juli 1940 zum Generalmajor befördert. Vom 10. November 1940 bis zum 12. Januar 1942 war er Kommandeur der 20. Infanterie-Division. Zum Generalleutnant befördert, übernahm er anschließend die Führung des XXXX. Panzerkorps sowie des XXXII. Armeekorps. Bereits am 1. Juni 1942 wurde Zorn zum General der Infanterie befördert. Während des Unternehmen Zitadelle war er Kommandierender General des XXXXVI. Panzerkorps. General Zorn fiel während der Kämpfe südlich von Orjol bei Krasnaja Rostocha. Postum wurde ihm am 3. September 1943 das Eichenlaub (291. Verleihung) zum Ritterkreuz des Eisernen Kreuzes verliehen.

### Auszeichnungen
- Eisernes Kreuz (1914) II. und I. Klasse[7]
- Ritterkreuz des Königlichen Hausordens von Hohenzollern mit Schwertern[7]
- Bayerischer Militärverdienstorden IV. Klasse mit Schwertern und Krone[7]
- Spange zum Eisernen Kreuz II. und I. Klasse
- Deutsches Kreuz in Gold am 14. Juni 1942[6]
- Ritterkreuz des Eisernen Kreuzes am 27. Juli 1941[6]